# Beringobdella rectangulata
Beringobdella rectangulata is een ringworm uit de familie van de Piscicolidae. De wetenschappelijke naam van de soort is voor het eerst geldig gepubliceerd in 1882 door Levinsen.